# Carex litorosa
Carex litorosa är en halvgräsart som beskrevs av Liberty Hyde Bailey. Carex litorosa ingår i släktet starrar, och familjen halvgräs. Inga underarter finns listade i Catalogue of Life.